# نابنط أنبوبي
نابنط أنبوبي (الاسم العلمي:Nepenthes tubulosa) هو نوع غير مؤكد من النباتات يتبع جنس النابنط من الفصيلة النابنطية.